# 岩殿寺 (長野県筑北村)
岩殿寺（がんでんじ）は長野県東筑摩郡筑北村（旧坂北村）にある天台宗の寺院。山号は富蔵山（とくらさん）。本尊は馬頭観音。信濃三十三観音霊場15番札所。
境内に大小75社、12坊、4支院を有する大寺であったとされるが、度重なる火災により衰退した。往時を偲ばせるものとしては重要文化財の懸仏（かけぼとけ）と大日如来像、長野県宝の三所権現神像（3躯）などがわずかに残されている。

## 歴史
伝承によれば、嘉祥元年（848年） 円仁が仁明天皇の命で一向大乗寺として創建。岩殿山を修験道の霊場として三所権現を祀り、十一面観音、深沙大王を本尊としたという。室町時代末期 武田信玄の帰依を受け、寺紋を武田菱とした。江戸時代には服部・石川両氏の入部にあたり、寺領を悉く横領されるが、水野忠直よりの黒印30石により維持される。
- 寛永7年（1630年） 三宝院を焼失するが、直ちに復興される
- 明治10年（1877年） 岩殿山上の施設を焼失
- 明治16年（1883年） 富蔵山より本尊什器を三宝院に移し、山上の祭祠を廃止
- 明治17年（1884年） 岩殿山上の施設を再び焼失
- 昭和21年（1946年） 農地改革により寺領を失う。
- 昭和57年（1982年） 本堂と庫裏を焼失

## 文化財

### 重要文化財
- 金銅十一面観音釈迦聖観音像御正体（三所権現懸仏） - 円形の銅板上に銅製薄肉彫りの十一面観音、釈迦如来、聖観音の像を表す。建長元年（1249年）の銘がある。東京国立博物館に寄託。
- 木造大日如来坐像 - 鎌倉時代。岩殿寺本堂から北西に1kmほど離れた所にある仁熊大日堂に安置する。

### 長野県宝
- 木造男神立像 3躯 - 鎌倉時代の作。もとは岩殿山の山頂付近にある三所権現の祠に安置されていたが、保存に万全を期すため、岩殿寺内に移された。

## 札所
- 信濃三十三番観音札所の第15番

## 行事
- 3月 - 火渡り行

## 交通アクセス
- JR篠ノ井線坂北駅から車で25分